# Глинец (озеро)
Гли́нец (бел. Глі́нец) — озеро в Гродненском районе Гродненской области Белоруссии. Относится к бассейну реки Бервенка.

## Описание
Находится в 37 км к северо-востоку от города Гродно, в 6 км к юго-востоку от деревни Новая Руда, в глубине лесного массива.
Площадь поверхности озера составляет 0,14 км². Длина — 0,52 км, наибольшая ширина — 0,35 км. Наибольшая глубина — 1,7 м, средняя — 0,9 м. Длина береговой линии — 1,52 км. Объём воды в озере — 0,13 млн км³. Площадь водосбора — 1,55 км².
Склоны котловины невыраженные. Берега заболоченные, в северной части водоёма сплавинные.

## Экологическая обстановка
Гидротехнические работы, проводившиеся на Бервенке со второй половины XX века, привели к существенному обмелению озера. Максимальная глубина водоёма по сравнению с 1948 годом уменьшилась с 3 до 1,7 м, средняя — с 1,8 до 0,9 м. Площадь поверхности также сократилась в 1,5 раза.
Озеро входит в состав ландшафтного заказника республиканского значения Озёры.